# Cabosse

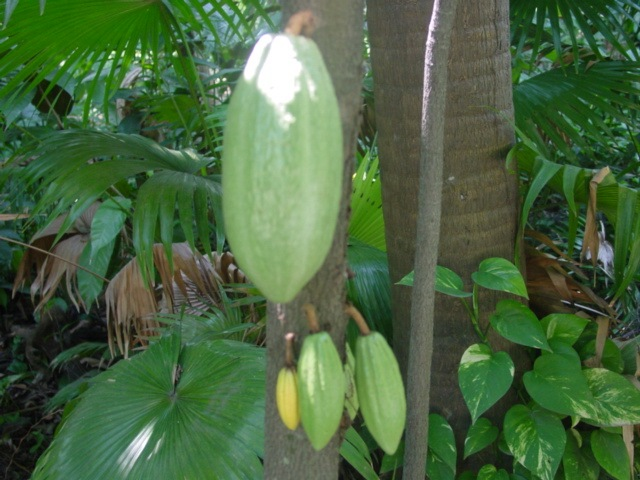
Cabosses.

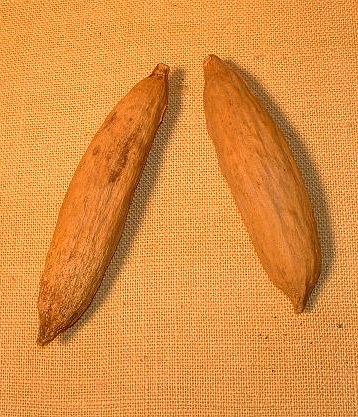
Cabosses séchées.

La cabosse est le fruit du cacaoyer, du kolatier ou du cupuaçu et autres Theobroma spp.. 
C'est une sorte de baie qui contient de 15 à 75 graines, appelées « fèves de cacao » pour les cabosses de cacaoyer, et qui mûrissent environ quatre à cinq mois après la floraison. Les cabosses se trouvent sur le tronc et les grosses branches et non pas sur les rameaux jeunes.
La cabosse a une forme allongée et ressemble à un concombre assez arrondi . Elle mesure de 15 à 25 cm de long et de 6 à 15 cm de diamètre, et pèse de 300 à 500 g selon les variétés. À maturité, elle a le plus souvent une couleur jaune-rougeâtre. Du fait de l'importante masse de graines que contient une cabosse, sa surface est recouverte de nombreuses petites bosses, mais également marquées de dix rainures longitudinales, relativement profondes. Le péricarpe relativement charnu, de 10 à 15 mm d'épaisseur, devient plus dur et résistant en mûrissant. 
Les fèves de cacao, de forme et de dimension assez variables, sont aplaties et ont environ 25 mm de long sur 8 mm d'épaisseur. Elles se trouvent dans un tissu mucilagineux, sorte de pulpe blanchâtre et gélatineuse, un peu sucrée et acidulée. On tire de cette pulpe abondante une boisson rafraîchissante.
L'ouverture des cabosses et le retrait de son contenu est appelé l'écabossage. Pratiquée à l'aide d'une petite machette, d'un maillet ou d'une écabosseuse, cette étape est réalisée au plus tard quelques jours après la récolte, en vue de la préparation des fèves.

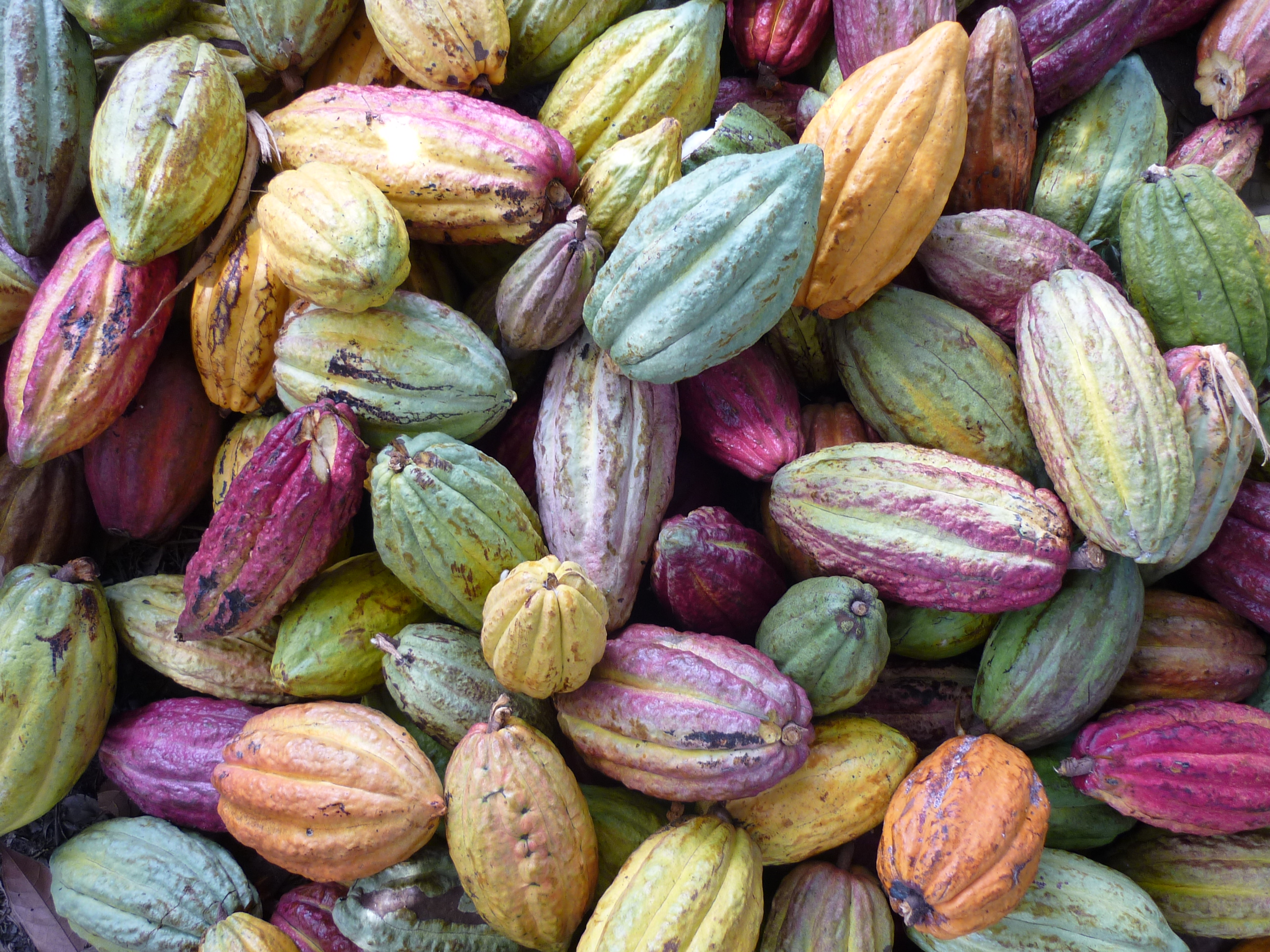
Assortiment de cabosses après récolte à Ambaja, Madagascar.